# 까롬
까롬(Carrom)은 게임의 일종이다. 가로 세로 90cm 크기의 넓은 판에서 손가락으로 스트라이커를 튕겨서 까롬멘과 퀸을 까롬판의 네 모서리 구멍에 집어넣는 방식이다. 수백년전 인도에서 시작되어 스리랑카, 방글라데시, 파키스탄, 몰디브, 네팔등 남동아시아 국가에서 발전된 경기이다. 이후 여행자들에 의해 유럽, 중동, 아메리카, 그리고 다른 아시아국가로 전해져 지금은 세계 23여개국 이상의 국가들이 국제까롬연맹에 가맹되어 있다.
한국에는 2000년 국제까롬연맹에 가입을 한후 조금씩 보급활동이 이루어져 왔으나 아직까지 폭넓게 보급이 되지는 않은 상황이다.